# Kazuhiro Suzuki
Kazuhiro Suzuki (jap. 鈴木 和裕 Suzuki Kazuhiro; ur. 16 listopada 1976) – japoński piłkarz.

## Kariera klubowa
Od 1995 do 2009 roku występował w klubach JEF United Ichihara, Kyoto Purple Sanga i Mito HollyHock.

## Kariera reprezentacyjna
W 1995 roku Kazuhiro Suzuki zagrał na Mistrzostwach Świata U-20.